# Список городов России с населением более 100 тысяч человек
Список городов России с населением более 100 тысяч человек — перечень имеющих статус города поселений РФ, в которых по официальным данным проживает свыше 100 тысяч жителей. По итогам Всероссийской переписи населения 2020—2021 годов по состоянию на 1 октября 2021 года из 1117 городов России численность населения более 100 тысяч жителей имели 172 (а также один — округлённо), входя в категории больших, крупных и крупнейших городов. К 1 января 2023 года число городов-стотысячников сократилось до 170.
При этом по данным последней в РСФСР переписи 1989 года их было 165, по данным первой в постсоветской России переписи 2002 года их количество снизилось до 153, по переписи 2010 года увеличилось до 163 городов, а к 2015 году их число (включая четыре города этой категории в аннексированном в 2014 году Крыму) достигло 169.
Города Зеленоград (270 527 чел.), Колпино (147 179 чел.) и Пушкин (108 969 чел.) являются муниципальными образованиями в составе городов федерального значения (Москвы и Санкт-Петербурга) и не рассматриваются Росстатом отдельно от них, поэтому не включены в список.

## Список городов
Все данные приведены по собственно городам, не учитывая население городских округов, количество которых с численностью населения более 100 тысяч несколько больше (согласно переписи населения 2021 года таких городских округов насчитывалось 187, кроме того, было 3 города федерального значения).
Данные в таблице приведены по:
- 1897 — переписи на 10 февраля[8]
- 1926 — переписи на 17 декабря[8]
- 1939 — переписи на 17 января[8]
- 1959 — переписи на 15 января[8]
- 1970 — переписи на 15 января[8]
- 1979 — переписи на 17 января[8]
- 1989 — переписи на 12 января[8]
- 2002 — переписи на 9 октября[8]
- 2010 — переписи на 14 октября[9]
- 2016 — оценке Росстата на 1 января[10]
- 2021 — переписи на 1 октября[11]
- 2023 — оценке Росстата на 1 января[2]
- 2024 — оценке Росстата на 1 января[12]
- 2025 — оценке Росстата на 1 января[13]

Выделены цветом столицы (административные центры) субъектов Российской Федерации. 
 Жирным выделены центры федеральных округов Российской Федерации.
 " — " знак прочерка в таблице означает, что в данный год населённый пункт либо не существовал, либо ещё не имел статуса города, либо находился вне территории Российской империи, СССР или Российской Федерации. Так, Калининград в период проведения переписей 1897, 1926, 1939 годов был в составе Германии, Южно-Сахалинск в период проведения переписей 1926 и 1939 годов был в составе Японии, Кызыл в 1897 ещё не был основан, а в 1926 и 1939 годах являлся столицей независимой Тувинской Народной Республики (соответствующие периоды  выделены цветом); так же прочерком обозначены Евпатория, Керчь, Севастополь и Симферополь, расположенные на полуострове Крым, который с 1991 года является частью территории независимой Украины, но в 2014 году был аннексирован Российской Федерацией (период выделен цветом).